# بن الطیب
بن الطیب (به فرانسوی: Ben Taïeb) یک منطقهٔ مسکونی در مراکش است که در استان دریوش واقع شده‌است.
 بن الطیب  ۷۰٬۰۰۰ نفر جمعیت دارد.